# 极速前进中国版3
《极速前进中国版3》（英語：The Amazing Race China 3）是真人秀電視節目《极速前进中国版》的第三季。节目版权引进自美国真人秀电视节目《极速前进》。中国版《极速前进》仍启用“明星阵容”，是次比赛中每支队伍中都有一两名名人参赛，本季度共有八對不同關係的選手參賽：吴建豪与其妹姚凤凤、刘畅与金大川、张哲瀚与张思帆、金星与丈夫汉斯、SNH48黄婷婷与孙芮、张美曦与臧雅菲、郭晶晶与丈夫霍启刚、刘翔与吉龙祥（后程换成徐琦峰）。
本季於2016年7月8日在深圳卫视播出。本季比赛全程主持人一职由吴振天接任。

## 比賽结果
下表列出了所有参赛队伍的比赛结果，以排名顺序列出。當中列出的隊員關係為節目拍攝時期的狀態，关系描述为官方版本。
| 隊伍                         | 關係        | 分段比賽成績 | 分段比賽成績 | 分段比賽成績 | 分段比賽成績 | 分段比賽成績 | 分段比賽成績 | 分段比賽成績 | 分段比賽成績 | 分段比賽成績 | 分段比賽成績 | 路障完成情況                |
| 隊伍                         | 關係        | 1            | 2            | 3            | 4γ           | 5            | 6+           | 7            | 8+           | 9+           | 10           | 路障完成情況                |
| ---------------------------- | ----------- | ------------ | ------------ | ------------ | ------------ | ------------ | ------------ | ------------ | ------------ | ------------ | ------------ | --------------------------- |
| 郭晶晶 & 霍启刚              | 夫妻        | 6th          | 6th          | 4th          | 3rd          | 3rd»         | 3rd          | 4th          | 1st          | 2nd          | 1st          | 郭晶晶 4，霍启刚 4          |
| 刘畅 & 金大川                | 搭擋        | 1st          | 2nd          | 2nd          | 2ndε         | 2nd»         | 5th          | 1st          | 4th          | 3rd          | 2nd          | 刘畅 3，金大川 5            |
| 刘翔 & 吉龙祥 刘翔 & 徐琦峰1 | 表兄弟 好友 | 7th          | 4th          | 3rd3         | 5th          | 6th»7 9      | 1st          | 3rd          | 3rd          | 1st~         | 3rd          | 刘翔 59，吉龙祥 1，徐琦峰 2 |
| 吴建豪 & 姚凤凤              | 兄妹        | 3rd          | 5th          | 6th2         | 1stƒ         | 1st»         | 4th~         | 2nd          | 2nd~         | 4th~12       |              | 吴建豪 4，姚凤凤 3          |
| 张哲瀚 & 张思帆              | 搭擋        | 5th          | 1st          | 5th          | 4th5         | 5th«10       | 2nd          | 5th          |              |              |              | 张哲瀚 5，张思帆 3          |
| 金星 & 汉斯                  | 夫妻        | 4th          | 3rd          | 7thə3 4      | 7thγ         | 4th8 9       | 6th          |              |              |              |              | 金星 44 9，汉斯 3           |
| 黄婷婷 & 孙芮                | 閨蜜        | 2nd          | 7th          | 1st          | 6th6         | 7th8 11      |              |              |              |              |              | 黄婷婷 3，孙芮 311          |
| 张美曦 & 臧雅菲              | 同事        | 8th          | 8th          |              |              |              |              |              |              |              |              | 张美曦 2，臧雅菲 1          |

- 紅 : 該隊已被淘汰
- 下線藍：該隊最後抵達非淘汰提示站，在下赛段该队需要完成减速障碍（Speed Bump）
- 綠ƒ：該隊贏得快进（Fast Forward）線索。
- 紫ε：該隊於賽段中使用「迅速通關卡」（Express Pass）。
- 洋紅ə：該隊於賽段中使用，獲另一隊給予的第二張「迅速通關卡」
- 紫罗兰γ：表示该赛段有队伍被复活卡复活并继续比赛
- 橙+：代表该赛段设有对战任务；~：表示该队输于对战任务，将在对战任务结束后在对战任务当地罚时15分钟
- 靛»表明該隊投票回转了获票数最多的队伍；«是被各队投票指定迴轉最多的队伍。

- ^  注解1：由於吉龙祥身体出现问题，遵医生嘱无法继续参与比賽，所以於第三賽段徐琦峰替吉龙祥完成餘下賽段。
- ^  注解2：吴建豪 & 姚凤凤是第一隊到中繼站,但因為二人放棄寿司任务罚时1小时,加上在富士急过山车任务時沒有直接完成罚时15分鐘,最後以第六位到达。
- ^  注解3：刘翔 & 徐琦峰、金星 & 汉斯是第三、第五隊到中繼站,但因為刘翔、汉斯放棄寿司任务罚时30分鐘,最後刘翔&徐琦峰名次沒變，金星&汉斯以最後一位位到达。但是张哲瀚&张思帆使用复活卡而讓金星&汉斯继续比賽。
- ^  注解4：金星 & 汉斯在忍者路障使用了刘畅 & 金大川給的迅速通關卡，由於金星原須完成該路障，路障完成情況因而更改。
- ^  注解5：张哲瀚 & 张思帆是第三隊到中繼站，但因为在比赛当中搭上了黑车被罚时30分钟。最後以第四隊到达。
- ^  注解6：黄婷婷 & 孙芮是第四隊到中繼站，但因为在到达军中绿花挑战之前闯红灯被罚时30分钟。最後以第六隊到达。
- ^  注解7：由於刘翔 & 徐琦峰在西班牙海鮮飯任務中步驟錯誤兩次被罚时20分钟。
- ^  注解8：由於黄婷婷 & 孙芮和金星 & 汉斯在西班牙海鮮飯任務中步驟錯誤一次被罚时10分钟。
- ^  注解9：金星 & 汉斯和刘翔 & 徐琦峰是第三和第六隊到中繼站，但因為放棄飛碟任務，所以被罰時一小時，最後以第四和第六隊到达。由於金星和刘翔原須完成該路障，路障完成情況因而更改。
- ^  注解10：张哲瀚 & 张思帆是第五隊到中繼站，但因為在繞道夢遊者沒有戴上睡帽，所以被罰時30分鐘，最後以第五隊到达。
- ^  注解11：黄婷婷 & 孙芮是第二隊到中繼站，但因為放棄飛碟任務，加上在繞道夢遊者沒有戴上睡帽，所以被罰時一個半小時，最後以最後一位到达。由於孙芮原須完成該路障，路障完成情況因而更改。
- ^  注解12：吴建豪 & 姚凤凤是第二隊到中繼站，但因為在流浪者乐队任务中犯规，所以被罰時半小時，最後以最後一位到达。

## 赛段奖项
- 第一段 - Grande Bretagne Hotel豪華晚餐、湯臣倍健環球營養之旅（澳大利亞、新西蘭）、两张直通卡
- 第二段 - 復活卡、湯臣倍健環球營養之旅（澳大利亞、新西蘭）
- 第三段 - 湯臣倍健環球營養之旅（挪威、丹麥、冰島）
- 第四段 - 湯臣倍健環球營養之旅（法國、德國、瑞士）
- 第五段 - 湯臣倍健環球營養之旅（美國、英國、德國）
- 第五段 - 湯臣倍健環球營養之旅（日本、韩国、新加坡）
- 第六段 - 湯臣倍健環球營養之旅（挪威、丹麥、冰島）
- 第八段 - 湯臣倍健環球營養之旅（丹麥、意大利、荷兰）
- 第九段 - 湯臣倍健環球營養之旅（美國、瑞士、法國）
- 第十段 - 京润珍珠项链

## 投票记录
本次极速前进中国版也设定了投票回转，每支队伍都需要回转另一支队伍，票数最多的队伍就会被回转
|                 | 投票回转                   |
| --------------- | -------------------------- |
| 赛段数:         | 5                          |
| 被指定回转队伍: | 张哲瀚 & 张思帆 4/7 投票率 |
| 投票队伍        | 投票情况                   |
| 吴建豪 & 姚凤凤 | 张哲瀚 & 张思帆            |
| 刘畅 & 金大川   | 张哲瀚 & 张思帆            |
| 郭晶晶 & 霍启刚 | 张哲瀚 & 张思帆            |
| 张哲瀚 & 张思帆 | 吴建豪 & 姚凤凤            |
| 刘翔 & 徐琦峰   | 张哲瀚 & 张思帆            |
| 黄婷婷 & 孙芮   | 吴建豪 & 姚凤凤            |
| 金星 & 汉斯     | 吴建豪 & 姚凤凤            |

## 賽程摘要

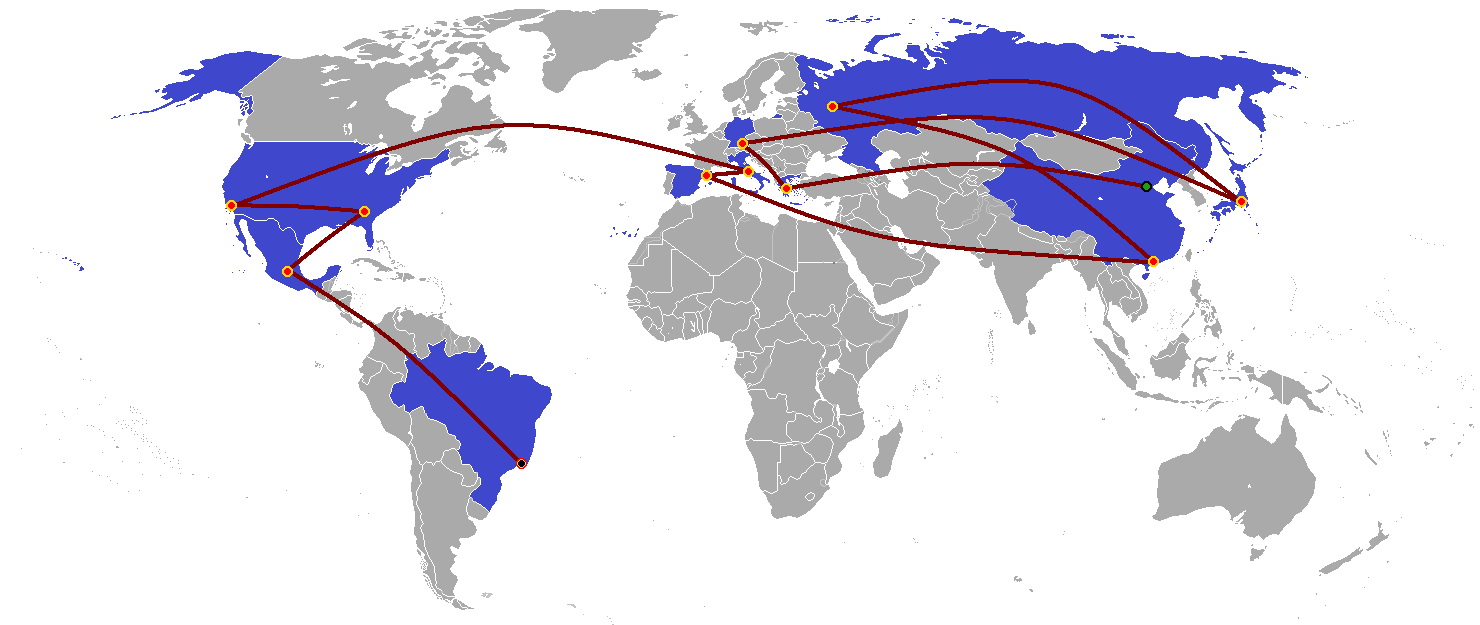
本季路線圖

### 第1段（中国 → 希臘）

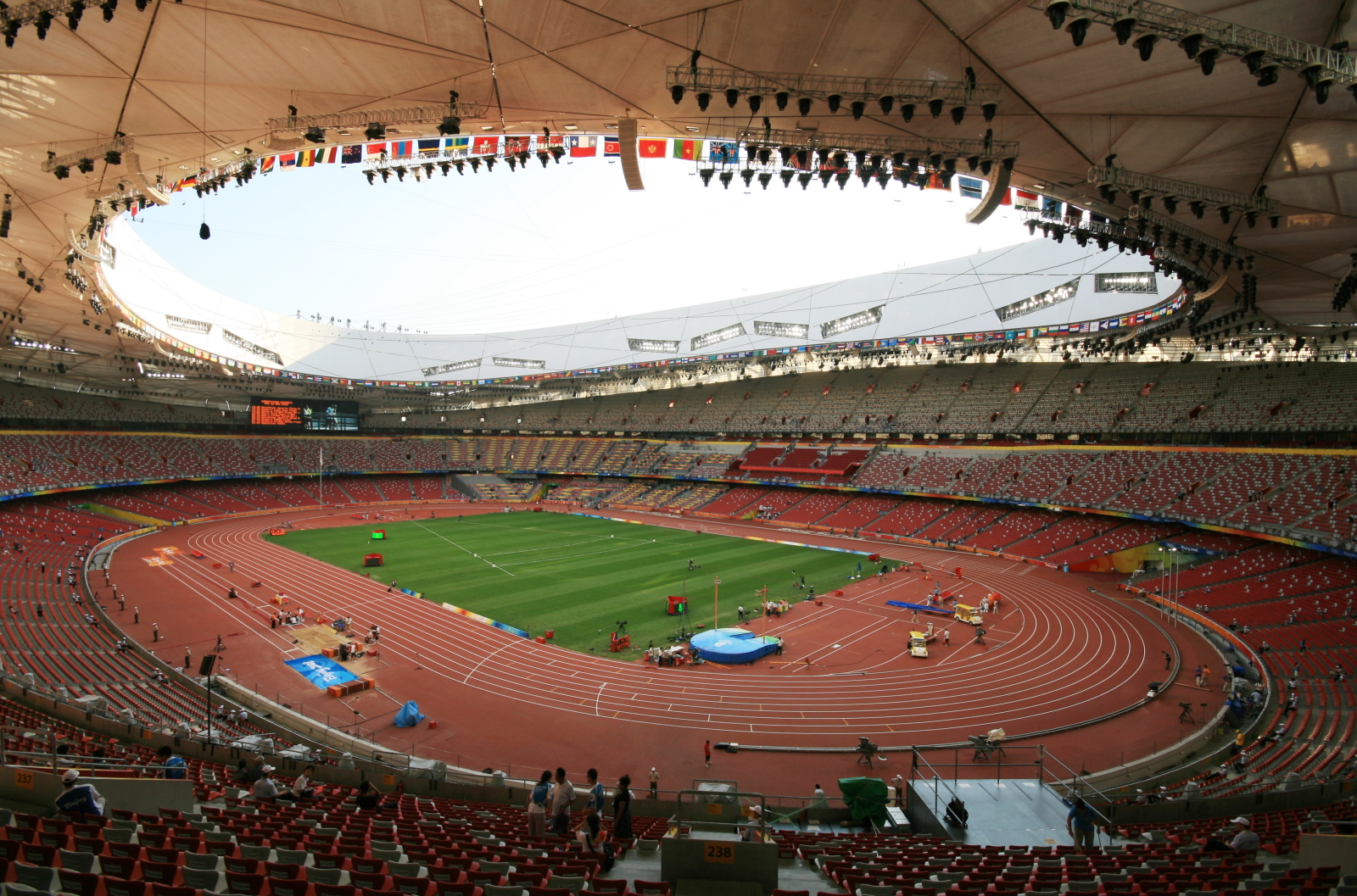
本季第一個路障在国家体育场中進行

- 中国，北京 (萬里長城 - 居庸关)（起点线）
- 北京 (国家体育场 - 頂美觀景台)
- 北京 (国家体育场)
- 北京 (北京首都国际机场三號航廈 - 土耳其航空貴賓室)[AT1]
- 北京 (北京首都国际机场) 到 希臘（雅典埃莱夫塞里奥斯·韦尼泽洛斯国际机场 ）
- 阿爾戈利斯州 (埃皮達魯斯)
- 雅典 (雅典大学广場)[AT2]
- 雅典 (雅典奥林匹克体育场) [AT3]
- 雅典( 雅典奥林匹克体育场拱廊）

本赛段任务摘要：

起点线任务：选手需要爬長城並搶得在每個士兵上的旗。每個旗平均離大家三十級。獲得旗子後把它給翕城平台的大將軍，成功即可获得下一条线索。

路障：选手需要穿上威亞服並在拉上20米的20秒內完成5個前空翻，20秒的下降完成5個後空翻。

绕道：队伍要选择“阿基米德”或“斯巴達勇士”两项任务之一。
- 在“阿基米德”任务中：选手需要前往古劇院，完成阿基米德最愛的十四巧版拼圖。成功即可获得下一条线索。參考圖可在兩人情況下每人每次在劇院中的青年得到一張。
- 在“斯巴達勇士”任务中：选手需要前往體育場，完成擲標槍和擲鐵餅兩個運動。擲標槍須要把標槍扎入草堆內，而鐵餅須把鐵餅擲過標准線。兩人都成功即可获得下一条线索。

附加任务：

[AT1]：选手需要在土耳其航空貴賓室找到麦当劳叔叔並按順序進行簽到。

[AT2]：选手需要選一位導師，並換上制服學習衛兵換崗的動作並整齊無誤表演出來，即可获得下一条线索。

[AT3]：选手需要在貼有一百張中國運動員及運動項目的照片陳列版上，找出十位在2004年雅典奥运会上獲得金牌的運動員及其項目，全部正確即可获得下一条线索。

### 第2段（希臘 → 德國）

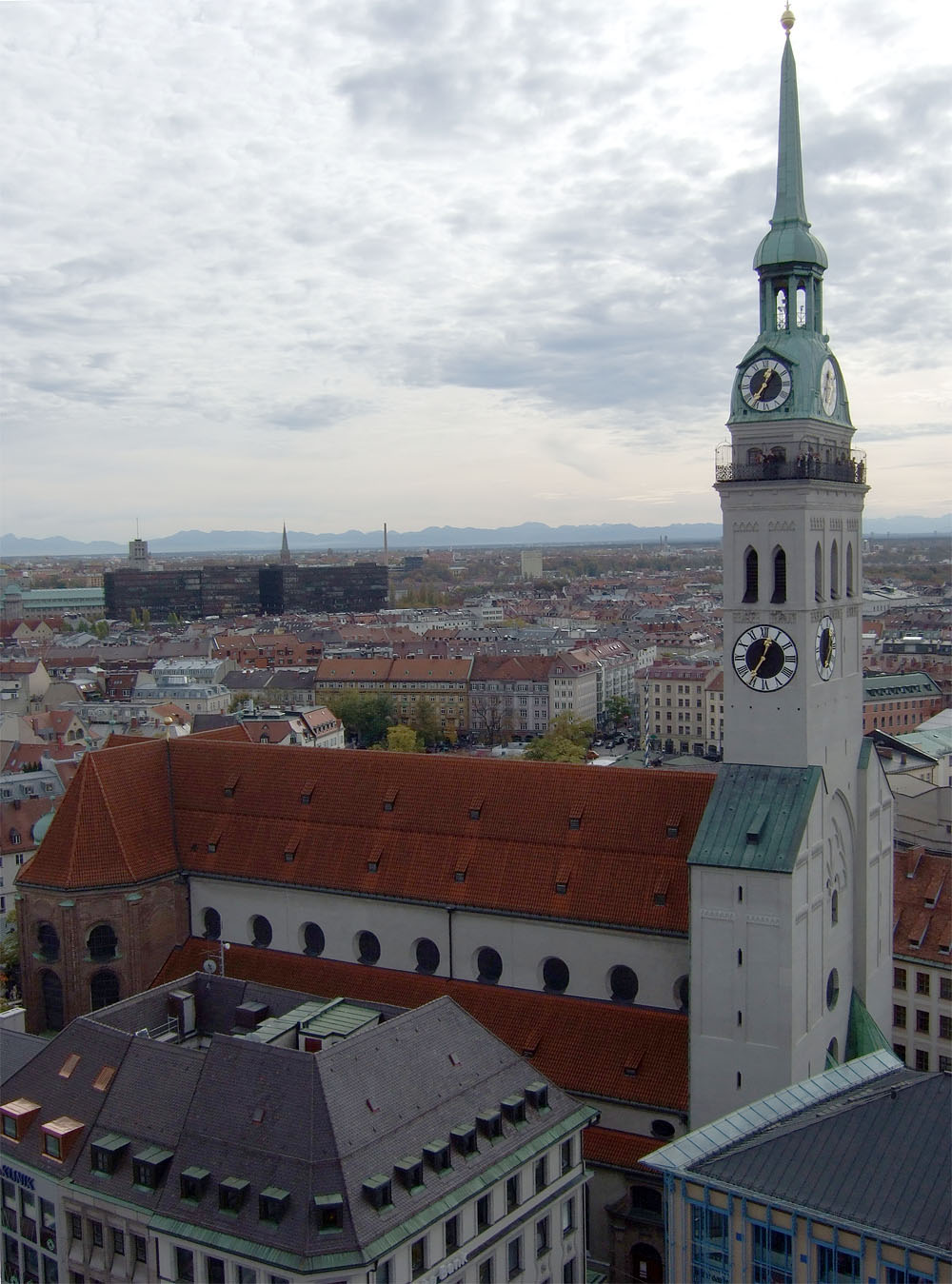
到达慕尼黑之后，各队要登上圣伯多禄教堂钟楼的塔顶寻找街道上的汽车

- 雅典 (雅典埃莱夫塞里奥斯·韦尼泽洛斯国际机场)  到 德国巴伐利亚慕尼黑（慕尼黑机场）
- 慕尼黑（英國公園中國塔）[AT1]
- 慕尼黑（圣皮特教堂）[AT2]
- 加米施（奥林匹克跳台滑雪场）
- 加米施（史帝伯餐廳）
- 加米施（啤酒花園 或 咸登費澤餐廳）
- 加米施（紹布森林木屋）
- 施旺高 (新天鵝堡)

本赛段任务摘要：

路障1：“誰想成為聽風者？”選手須要學習專業選手，通過吊索「滑」下去，保持專業選手的動作，则可以获得下一条线索

绕道：队伍要选择“干杯”或“狂欢”两项任务之一。
- 在“干杯”任务中：各队两人需要一次端起22满杯啤酒，穿过啤酒节的狂欢人群，不掉落，不泼洒過指定線多於六杯，安全行完指定路線送到目的地之后便可获得下一条路障任务的线索。
- 在“狂欢”任务中：選手須要學習巴伐利亞的舒普拉特勒傳統舞蹈，如果沒有錯誤就可獲得下一条线索。

减速带：张美曦 & 臧雅菲須要進入農舍，制作十條大小一樣的白香腸，並吃光它們。

路障2：“誰想要吐露心非？”：完成绕道任务之后，各队需要前往紹布森林木屋。一名队员要向当地人学习一首巴伐利亚传统情歌，然后爬上梯子，唱给自己站在二楼阳台的队友。如果唱错歌词，二楼的当地人会把一桶水浇到他头上；如果没有出现错误则可以获得下一条线索。完成了第一個路障的選手不可完成該路障。
附加任务：

[AT1]：每隊須要選一隻臘腸犬，和他跑到終點。每一輪相隔五分鐘，成為每一輪第一名就可以獲得寫有下一個地點的1972年夏季奥林匹克运动会吉祥物瓦爾迪。

[AT2]：各队步行前往圣伯多禄教堂，步行樓梯登上钟楼的塔顶寻找街道上停放的八辆带标记的車之一。

### 第3段（德國 → 日本）

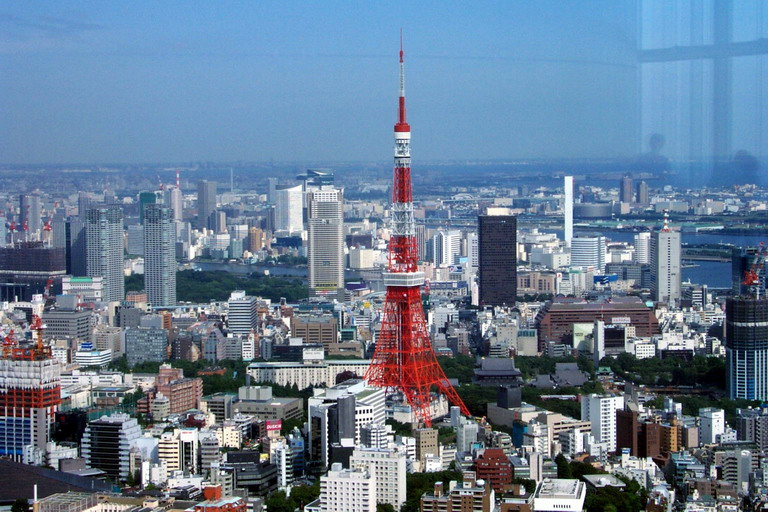
組別須要前往東京鐵塔錄影廠完成日式遊戲節目

- 慕尼黑到 日本，東京（東京國際機場）
- 港區（台埸海濱公園）
- 港區（東京鐵塔錄影廠）[AT1]
- 港區（SIM Studio）[AT2]
- 秋葉原（Maidreamin女仆咖啡廳 （页面存档备份，存于）） 或 新宿區（新宿中央公园）
- 山梨県富士吉田市（富士急高原乐园）[AT3]
- 静岡県裾野市（富士生態公园（日语：富士サファリパーク））
- 山梨県南都留郡（河口湖八木崎公园）

本赛段任务摘要：

绕道：队伍要选择“美少女戰士”或“名偵探柯南”两项任务之一。
- 在“美少女戰士”任务中：在美少女戰士手辦中，選擇一個美少女形象，進行角色扮演挑戰。每队需選一名队員為模特，另一名作為他的造型師，將其按照選定的美少女形象進行装扮。完成後前往街頭，寻找夜礼服假面。只有選手打扮與人物原形沒有差別，才能獲得下一条线索。
- 在“名偵探柯南”任务中：选手要在调查區域內的十五個証物中，找出其中的十個與人物描述相關的証物，測量出每個正確的証物。在本區域的精確坐標，并標示在调查表格上。只有交出正確的调查表格，才能獲得下一条线索。

路障：“誰更身手敏捷？”选手需要在指定時間內依次完成翻越木牆、負重穿越铃鐺陣和投擲手里劍，才能獲得下一条线索。超時及不成功越過障礙，则要重新排队挑戰。

附加任务：

[AT1]：队员參與一個日式遊戲節目的壽司輪盤遊戲。當所有的隊伍到達路障目的地時，輪盤就開始轉動,輪盤上面擺放了7盤普通壽司和2盤由芥末壽司。无论他们面前停下的是什么寿司，必須把面前壽司吃完，如果是芥末壽司，必須在2分鐘內吃完，以便獲得下一個線索。如果他們沒有在2分鐘內吃完或者不是芥末壽司停在他們面前，他們必須等待下一次輪盤轉動，繼續進行遊戲。

[AT2]：組別須要正確地完成五個柔道動作。

[AT3]：队员要乘坐过山车，但在进行的过程中他们要发现在机动游戏附近会有三个牌子。完成机动游戏后，队员要告诉经理他们所看到的。如果说对，就能获得下一条线索，如果说错，则要重新玩过山车，直到说对为止。

### 第4段（日本 → 俄羅斯）

路障要隊員进行一个俄羅斯時區测试。

- 東京（東京國際機場） 到 俄羅斯，莫斯科（多莫杰多沃国际机场）
- 莫斯科河畔區（小紅山穚（英语：Maly Krasnokholmsky Bridge）） [AT1]
- 特維爾區（大列巴麵包店）[AT2]
- 特維爾區（斯拉彥卡亞廣場（英语：Slavyanskaya Square））
  -  特維爾區（俄羅斯大馬戲）
- Rostokino區（英语：Rostokino District） 或 Gagarinsky區（英语：Gagarinsky District）（俄羅斯國立社會大學游泳館 或 克斯頓喀山賓館禮堂）
- Tahansky區（英语：Tagansky District）（莫斯科國立師範大學大堂）
- 特維爾區（紅場遠眺聖瓦西里主教座堂）

本赛段任务摘要：

快进：队伍須要把轉碟子接力一個來回，並在五分鐘內在空中完成四個動作。

绕道：队伍要选择“出水芙蓉”或“軍中綠花”两项任务之一。
- 在“出水芙蓉”任务中：队伍要前往俄羅斯國立社會大學游泳館去与俄罗斯花式游泳国家队练习舞步，过后就和花式游泳隊一起表演让教练评审。一旦成功过关就能获得下一条线索。
- 在“軍中綠花”任务中：隊伍要穿上俄罗斯军装并学习跳Trepak舞，然后要表演给评审看。一旦过关，就可得到下一道線索。

路障：“誰想收看奧運直播？”一位隊員要以幻灯片的形式进行一个俄羅斯時區测试。首先以里约热内卢或伦敦的时间，在以俄罗斯地图、莫斯科的位置和UTC九个不同的时区，然后就显示一些俄罗斯城市所在的位置。他们需要在幻灯片进行完毕后，在指定的时间内完成任何五个城市的时间测试。如果全部正确，便可以得到下一个线索。

附加任务：

[AT1]：選手須在長軍刀平衡一杯伏特加酒並喝完它。

[AT2]：選手須搬運20袋面粉到指定區域。

### 第5段（俄羅斯 → 中國 → 西班牙）

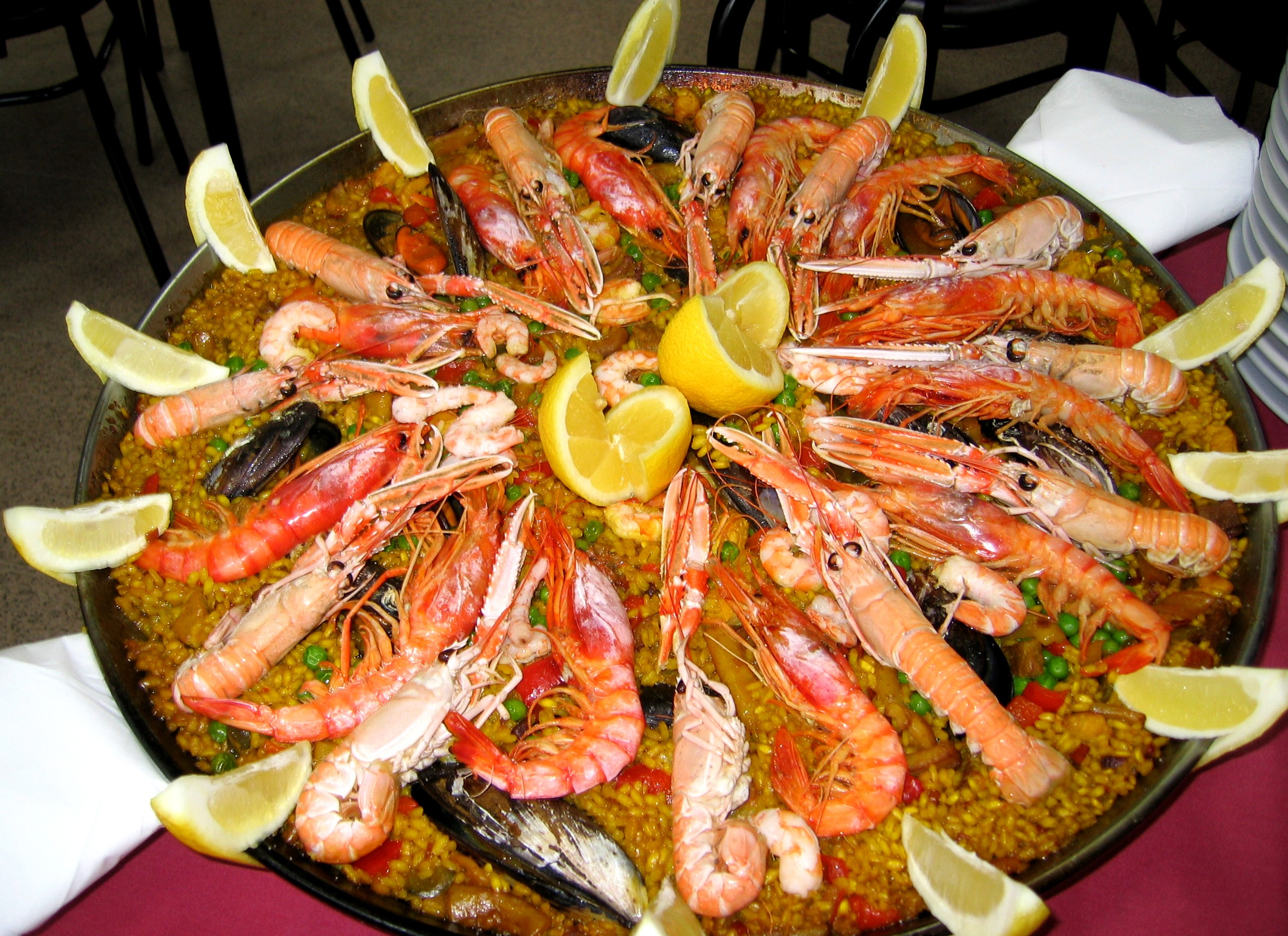
到达巴塞隆納施洛斯酒店之后，選手須要使用買下的材料，按步驟完成西班牙鐵鍋飯，完成並吃光他們。

- 莫斯科（多莫杰多沃国际机场）到 中国，珠海（珠海金湾机场）
- 珠海（湯臣倍健玻璃工廠）[AT1]
- 珠海（九洲港）到  香港（海天客運碼頭）
- 香港（香港國際機場）到 西班牙， 巴塞隆納（巴塞罗那-埃尔普拉特机场）
- 埃尔普拉特-德略布雷加特（巴塞罗那-埃尔普拉特机场入境大堂）
- 巴塞隆納（高迪公園（西班牙语：Plaza de Gaudí）遠眺聖家大教堂）
- 巴塞隆納（里西奧劇院（英语：Liceu） 或 旧港）
- 巴塞隆納（哥伦布纪念碑）
- 巴塞隆納（小巴塞隆納市場）[AT2]
- 巴塞隆納（巴塞隆納施洛斯酒店）[AT3]
- 莫列特-德尔巴列斯（巴塞隆納奧運會射擊場地（英语：Camp de Tir Olímpic de Mollet））
- 巴塞隆納（孔帕尼斯奧林匹克體育場）

本赛段任务摘要：

减速带：金星 & 汉斯須要頂著巨人娃娃，保持平衡，圍著高迪公園走一圈。

绕道：队伍要选择“斗牛士”或“夢遊者”两项任务之一。
- 在“斗牛士”任务中：队伍須要參加歌剧《卡門》的表演，在表演中組別須觀察細節，表演後須要每人答對一條問題，如果全部正确，便可以得到下一个线索。
- 在“夢遊者”任务中：队伍須要全程戴著睡帽，之後把一張床放在起點，队伍須躺在床上，並請當地人把床和队伍在不落地下搬自四百米外的終點，便可以得到下一个线索。

路障：“誰想睜一隻眼閉一隻眼？”選手須要把五個飛碟射下，每輪有五發子彈，每輪飛碟射下數可以壘加。

附加任务：

[AT1]：選手須要在玻璃工廠中找出100個中其中12個奧運吉祥物，並放進相應的地方格內。

[AT2]：選手須要在小巴塞隆納市場買下用西班牙文寫下的物料，份量及物品正確即可得到下一个地點地址。

[AT3]：選手須要使用買下的材料，按步驟完成西班牙鐵鍋飯，完成並吃光他們。每個步驟錯別須當地罰時十分鐘。

### 第6段（西班牙 → 義大利）
- 巴塞隆納（巴塞罗那-埃尔普拉特机场）到 義大利，羅馬（羅馬-菲烏米奇諾機場）
- 羅馬（罗马皇冠假日圣彼得酒店）
- 羅馬（特雷維噴泉）[AT1]
- 羅馬（德索理耶雷宴會廳）
- 羅馬（塞利奧公園遠眺罗马斗兽场）[AT2]
- 羅馬（阿爾球場卡拉卡拉體育場）[对抗任务]
- 羅馬（納沃納廣場 或 梅托尼歐公園）[AT3]
- 羅馬（聖天使城堡前圣天使桥）

本赛段任务摘要：

路障：“誰想找到命中注定？”一位队员观看一个假面并进行记忆，之后进入假面舞会中找到戴有完全相同假面的人，找到后便可获得下一条线索和解锁达芬奇密码筒的一个密码字母（共5个）。

对抗：“敢挑战·田径王”两组选手需进行三项田径对抗赛（跳远、竞走、跨栏），赢得两项比赛的队伍获胜。

绕道：队伍要选择“罗马数字”或“罗马炮架”两项任务之一。
- 在“罗马数字”任务中：队伍需要前往纳沃纳广场，领取一张带有算式的明信片，并在广场上寻找算式所需要的三个数字，将找到的数字以罗马数字的形式填写在明信片上。全部填写正确，便可获得下一条线索和一个密码字母。
- 在“罗马炮架”任务中：队伍需要前往梅托尼欧公园，观察罗马石柱上的炮架模型，之后自己动手搭建一个罗马炮架。搭建的炮架所有细节都和炮架模型完全一致，并成功将石炮弹投掷到指定区域，便可获得下一条线索和一个密码字母。

附加任务：

[AT1]：選手須要在特雷維噴泉許願，並拋入硬幣。完成后便可获得下一条线索和一个密码字母。

[AT2]：两位选手需要学习一套角斗士对战动作，并先后与一位角斗士对抗，当动作和神态都符合角斗士的战斗状态时，便可获得下一条线索和一个密码字母。

[AT3]：選手須要解開早前收下的達芬奇密碼洞。

### 第7段（義大利 → 美國）
- 罗马（菲乌米奇诺机场） 到 美國，洛杉磯（洛杉矶国际机场）
- 玛丽安德尔湾（英语：Marina del Rey）（Burton Chace公园）[AT1]
- 洛杉磯（杜比剧院）[AT2]
- 洛杉磯（布朗森洞穴）
- 环球市（好萊塢環球影城）[AT3]
- 洛杉磯（羅耀拉瑪麗蒙特大學）
- 圣莫妮卡（聖莫尼卡海灘）

本赛段任务摘要：

路障：“谁想心跳好莱坞”挑战的队员需要徒手攀爬绳梯至空中平台，之后跳跃抓取悬挂在平台前方的两半线索卡，并在落地后将其拼成一个完整的线索卡，即可换取下一线索。

绕道：队伍要选择“全场”或“中场”两项任务之一。
- 在“全场”任务中：选手需要在限定时间内完成NBA指定的篮球技巧挑战，完成后便可以得到下一个线索。
- 在“中场”任务中：选手需要和湖人队啦啦队一起学习并完成一段啦啦队表演秀，完成后便可以得到下一个线索。

附加任务：

[AT1]：队伍需要骑行水上自行车到达码头终点，获取下一条线索。

[AT2]：队伍需要使用乐高积木拼出一个和样品细节完全相同的小金人，完成后即可获取下一条线索。

[AT3]：队伍需要完成一系列特定的好莱坞电影表演动作，没有失误并获得导演认可后，便可获得下一线索。

### 第8段（美國）
- 洛杉磯（洛杉矶国际机场） 到 美國，亞特蘭大（亚特兰大国际机场）
- 亚特兰大（奥林匹克百年公园SkyView Atlanta摩天轮）[AT1]
- 维拉里卡（斯德克码机场）[AT2]
- 塔拉普萨（英语：Tallapoosa, Georgia）（西佐治亚泥潭公园）[对抗任务]
- 亚特兰大（艾布拉姆斯公司大楼 或 布林德威利蓝调酒吧）
- 石山（石山公园）[AT3]
- 石山（石山公园山顶）

本赛段任务摘要：

路障：“谁想心跳好莱坞”挑战的队员需要徒手攀爬绳梯至空中平台，之后跳跃抓取悬挂在平台前方的两半线索卡，并在落地后将其拼成一个完整的线索卡，即可换取下一线索。

对抗：两组分别有一名队员拿上一桶水乘坐大脚车绕赛道一圈，然后比较水桶中剩余的水。剩余水量较多的一组可获得下一线索。
绕道：队伍要选择“色彩”或“节拍”两项任务之一。
- 在“色彩”任务中：队伍需要选择一个涂鸦半成品，按照照片样品所示完成喷涂。颜色和细节都喷涂正确，便可获得下一条线索。
- 在“节拍”任务中：队伍需要跟随老师学习一个表演曲目，进行演出并得到歌手认可后便可获得下一条线索。

附加任务：

[AT1]：一位队员进入放有密码箱的摩天轮轿厢，另一名队员被固定在摩天轮的外部支架上，取得正确密码信息卡算出密码后告诉轿厢内的队友，打开密码箱后即可得到下一线索。

[AT2]：一位队员在飞机上空投面粉袋，另一位队员在地面指挥，面粉袋砸中地面上的靶区后，即可得到下一条线索。

[AT3]：两名队员在限定时间内射箭，累计分数达到100分即可获得下一条线索。

### 第9段（美國 → 墨西哥）
- 亚特兰大（亚特兰大国际机场） 到 墨西哥，墨西哥城（墨西哥城国际机场）
- 墨西哥城（墨西哥奥委会田径场）
- 墨西哥城(国立人类学博物馆)
- 墨西哥城（圣胡安市场）[AT1]
- 墨西哥城（加里波第广场）[AT2]
- 墨西哥城（圣马丁中心）
- 特奥蒂瓦坎（仙人掌花园）[AT3]
- 特奥蒂瓦坎（阿兹特克金字塔）

本赛段任务摘要：

联合：四组需要两两联合为两队进行4*100接力跑比赛，速度更快的一队可直接获得线索并出发，速度较慢的一队需接受罚时。

路障：“谁能身轻如燕”挑战的队员需要徒手攀爬到铁杆顶端，之后与专业演员一起进行一起倒吊旋转飞行表演，完成后即可获得下一线索。

减速带：金大川 & 刘畅需要共同制作20张玉米饼。

路障：“谁想与仙人掌共舞”挑战的队员需要徒手攀爬绳梯至空中平台，之后跳跃抓取悬挂在平台前方的两半线索卡，并在落地后将其拼成一个完整的线索卡，即可获得下一线索。

附加任务：

[AT1]：队伍需在五盆辣椒昆虫沙拉中选择一种将其吃完，完成后即可获得下一线索。

[AT2]：队伍需在200名流浪者乐手中，选出1名滥竽充数的表演者，完成后即可获得下一线索。

[AT3]：队伍需要将一些特奥蒂瓦坎面具的碎块拼凑成一个完整的面具，完成后即可获得下一线索。

### 第10段（墨西哥 → 巴西）
- 巴西，里約熱內盧

## 收视率
| 中国 深圳卫视 首播收视率 （CSM52） |               |        |          |      |      |
| 集數                               | 播出日期      | 收视率 | 收视份额 | 排名 | 備註 |
| 1                                  | 2016年7月8日  | 1.113  | 4.007    | 3    |      |
| 2                                  | 2016年7月22日 | 1.100  | 3.761    | 6    |      |
| 3                                  | 2016年7月29日 | 0.887  | 3.081    | 6    |      |
| 4                                  | 2016年8月5日  | 1.265  | 4.349    | 4    |      |
| 5                                  | 2016年8月7日  | 1.098  | 3.717    | 4    |      |
| 6                                  | 2016年8月12日 | 1.058  | 3.44     | 4    |      |
| 7                                  | 2016年8月19日 |        |          |      |      |
| 8                                  | 2016年8月26日 |        |          |      |      |
| 9                                  | 2016年9月2日  |        |          |      |      |
| 10                                 | 2016年9月9日  |        |          |      |      |

1. 同时段或交叉时段主要节目：
  - 湖南卫视 - 全員加速中
  - 浙江卫视 - 奔跑吧兄弟、中国新歌声
  - 江苏卫视 - 非凡搭檔